# برايان تشاترتون
برايان تشاترتون هو كاتب غير روائي وفلاح وسياسي أسترالي، ولد في 8 أكتوبر 1941 في كلكتا في الهند. نشط حزبياً في حزب العمال الأسترالي (فرع جنوب أستراليا) ‏ وحزب العمال الأسترالي.

## مناصب
- انتخب Minister of Forests ‏ (10 نوفمبر 1982 – 18 سبتمبر 1979).
- انتخب Minister of Forests ‏ (10 يونيو 1975 – 18 سبتمبر 1979).
- انتخب وزير الثروة السمكية ‏ (10 نوفمبر 1982 – 22 أبريل 1983).
- انتخب وزير الزراعة ‏ (10 نوفمبر 1982 – 22 أبريل 1983).
- انتخب وزير الثروة السمكية ‏ (10 يونيو 1975 – 18 سبتمبر 1979).
- انتخب وزير الزراعة ‏ (10 يونيو 1975 – 18 سبتمبر 1979).
- انتخب عضو المجلس التشريعي لجنوب أستراليا ‏ وقد انضم خلال فترته النيابية (12 يوليو 1975 – 2 فبراير 1987) للكتلة البرلمانية حزب العمال الأسترالي (فرع جنوب أستراليا) [الإنجليزية]‏.
- انتخب عضو المجلس التشريعي لجنوب أستراليا ‏ عن دائرة Midland ‏ وقد انضم خلال فترته النيابية (10 مارس 1973 – 11 يوليو 1975) للكتلة البرلمانية حزب العمال الأسترالي (فرع جنوب أستراليا) [الإنجليزية]‏.